# Utricularia humboldtii
Espèce
Utricularia humboldtii est une espèce de plantes à fleurs de la famille des Lentibulariaceae originaire d'Amérique du Sud (nord du Brésil, Guyana, Venezuela).

## Liste des formes
Selon Tropicos (20 mai 2013) (Attention liste brute contenant possiblement des synonymes) :
- forme Utricularia humboldtii f. cuneata Steyerm.